# Heavy Horses
Albums de Jethro Tull
Songs from the Wood
(1977) Live: Bursting Out
(1978)
Singles
1. Moths
Sortie : 1978

Heavy Horses est le onzième album studio du groupe britannique Jethro Tull. Il sort le 10 avril 1978 sur le label Chrysalis Records et est produit par Ian Anderson. C'est le deuxième volet d'une trilogie folk rock débutée avec Songs from the Wood (1977) et conclue avec Stormwatch (1979).

## Historique
Cet album est enregistré au studio Maison Rouge à Fulham en janvier 1978 et est le dernier où le bassiste John Glascock joue sur tous les titres. Par ailleurs, le violoniste de Curved Air, Darryl Way, y apparaît sur deux titres.
Cet album se classe à la 20e place des charts britanniques et à la 19e place du Billboard 200 aux États-Unis.
Pour fêter le 40e anniversaire de sa sortie, il est réédité en 2018 sous la forme de trois CD et deux DVD avec le son remixé par Steven Wilson et Jakko Jakszyk.

## Liste des titres
Toutes les chansons sont de Ian Anderson.

### Face 1
1. ...And the Mouse Police Never Sleeps – 3:11
2. Acres Wild – 3:22
3. No Lullaby – 7:54
4. Moths – 3:24
5. Journeyman – 3:55

### Face 2
1. Rover – 4:17
2. One Brown Mouse – 3:21
3. Heavy Horses – 8:57
4. Weathercock – 4:02

### Titres bonus
- Ces titres apparaissent sur la version CD remasterisée, sortie en 2003.

1. Living in These Hard Times – 3:10
2. Broadford Bazaar – 3:38

## Musiciens
- Ian Anderson : chant, flûte, mandoline, guitare acoustique, guitare électrique
- Martin Barre : guitare électrique
- John Evan : orgue, piano
- Dee Palmer : claviers, orgue portatif, arrangements orchestraux
- John Glascock : basse, chœurs
- Barriemore Barlow : batterie, percussions

### Musicien additionnel
- Darryl Way : violon (2, 8)

## Charts et certifications
| Pays             | Durée du classement | Meilleur classement |
| ---------------- | ------------------- | ------------------- |
| Allemagne        | 16 semaines         | 4e                  |
| Autriche         | 17 semaines         | 18e                 |
| Belgique (V)     | 2 semaines          | 181e                |
| Canada           | 13 semaines         | 14e                 |
| États-Unis       | 17 semaines         | 19e                 |
| France           | 12 semaines         | 20e                 |
| Norvège          | 7 semaines          | 13e                 |
| Nouvelle-Zélande | 4 semaines          | 34e                 |
| Pays-Bas         | 1 semaine           | 85e                 |
| Royaume-Uni      | 10 semaines         | 20e                 |
| Suède            | 3 semaines          | 27e                 |
| Suisse           | 1 semaine           | 30e                 |

| Pays        | Certification | Ventes    | Date       |
| ----------- | ------------- | --------- | ---------- |
| Canada      | Or            | 50 000 +  | 01/08/1978 |
| États-Unis  | Or            | 500 000 + | 18/04/1978 |
| Royaume-Uni | Argent        | 60 000 +  | 01/09/1978 |